# Lapinsaari (ö i Finland, Norra Savolax, Norra Savolax, lat 63,57, long 27,82)
Lapinsaari är en ö i Finland. Den ligger i sjön Sälevä och i kommunen Sonkajärvi i den ekonomiska regionen  Övre Savolax ekonomiska region  och landskapet Norra Savolax, i den centrala delen av landet, 400 km norr om huvudstaden Helsingfors. Öns area är 2,8 hektar och dess största längd är 230 meter i sydöst-nordvästlig riktning.